# NGC 2801
NGC 2801 је спирална галаксија у сазвежђу Рак која се налази на NGC листи објеката дубоког неба.
Деклинација објекта је + 19° 56' 7" а ректасцензија 9h 16m 44,2s. Привидна величина (магнитуда) објекта NGC 2801 износи 14,4 а фотографска магнитуда 15,1. NGC 2801 је још познат и под ознакама UGC 4899, MCG 3-24-25, CGCG 91-46, PGC 26183.